# Isola degli Orsi
L'Isola degli Orsi (nome originale Bjørnøya) è un'isola norvegese situata tra Capo Nord e le isole Svalbard, arcipelago a cui appartiene. Bjørnøya si estende ai limiti dei mari di Norvegia e di Barents. L'isola è la più a sud tra tutte quelle appartenenti all'arcipelago delle Svalbard.
In russo, l'isola viene comunemente chiamata Medvezhij ostrov secondo l'alfabeto latino e Медвежий остров secondo quello cirillico.

## Geografia
Di forma trapezoidale, ha una lunghezza massima di 20 km per 15,5 km di larghezza, la superficie è pari a 178 km².
La parte settentrionale è costituita da un altopiano pianeggiante e punteggiato di numerosi laghetti, ripide scogliere ne impediscono l'accesso dal mare. In generale sull'isola sono presenti 700 laghetti che coprono il 10,6% della superficie dell'isola e  per una superficie complessiva di circa 18,2 km². A meridione l'isola è più montuosa, il rilievo più elevato è il Miseryfjellet (536 m s.l.m.) e la costa è ripida e scoscesa.
Il clima è relativamente mite; sull'isola non vi sono ghiacciai.

## Storia
L'isola fu scoperta dagli esploratori olandesi Willem Barents e Jacob van Heemskerck il 10 giugno 1596 e porta questo nome a causa di un orso polare che i due avvistarono non appena sono sbarcati sull'isola. L'isola degli Orsi era considerata terra nullius poiché, prima del 1920, anno in cui fu unificata alle isole Svalbard, non era sottomessa a nessuno Stato né era stata rivendicata.
Sull'isola sono presenti giacimenti di galena e di carbone, questi ultimi noti fin dal XVII secolo ma meglio investigati alla fine del XIX secolo da ingegneri minerari tedeschi. Nel 1915 iniziò lo sfruttamento su piccola scala dei giacimenti di carbone che proseguì fino al 1925. Durante questo periodo la popolazione dell'isola arrivò fino a 250 persone. Fino ad allora, a parte brevi insediamenti di cacciatori di foche o balene, l'isola era disabitata.
Nel 1918 vi venne costruita una stazione meteorologica tuttora attiva nella quale vivono permanentemente 10 studiosi.

## Ambiente
Bjørnøya è zona umida soggetta alla convenzione di Ramsar per i suoi abbondanti laghi d'acqua dolce e per i rischi ambientali che sta attualmente correndo. L'isola è stata individuata come Important Bird and Biodiversity Area per la numerosità delle specie nidificanti.

### Fauna
Le specie di uccelli osservate sull'isola sono 126, 33 di queste sono nidificanti compresa la gazza marina (Alca torda) classificata come specie minacciata dalla IUCN, l'uria comune (Uria aalge) e l'uria di Brünnich (Uria lomvia).
Le colonie di uccelli presenti nella parte meridionale dell'isola sono fra le più grandi dell'emisfero settentrionale, tra le specie vi sono 
il gabbiano tridattilo (Rissa tridactyla) del quale si trovano sull'isola circa 135.000 coppie nidificanti. L'isola ospita anche numerose specie di migratori che approfittano della pesca nelle basse acque che circondano l'isola come l'oca zamperosee (Anser brachyrhynchus), l'oca facciabianca (Branta leucopsis) e l'oca colombaccio (Branta bernicla).
Le specie di pesci sono 24, vi si riproducono merluzzi, eglefini (Melanogrammus aeglefinus) e l'halibut (Reinhardtius hippoglossoides), vi sono state osservate le principali specie di balene e foche artiche.

## Economia
Malgrado la sua natura arida, l'isola è conosciuta per le attività economiche che si svolgono su di essa, quali l'estrazione di minerali dalle rocce, la pesca e la caccia alla balena.

## Riferimenti nella cultura
L'Isola degli Orsi viene citata dal celeberrimo scrittore Hans Christian Andersen nella fiaba Il paradiso terrestre, dove però si parla di caccia al tricheco.
Su questa isola è ambientato il film del 1979 intitolato L'isola della paura. Le scene in esterno sono state girate però a Stewart, Columbia Britannica e nel parco nazionale di Glacier Bay in Alaska, che presentano un paesaggio molto più drammatico rispetto a quello offerto dalla reale Isola degli Orsi.